# Arthur Staggs
Pour les articles homonymes, voir Staggs.
Arthur Staggs, né le 17 novembre 1912 à Londres et mort le 22 août 2013, fut, pendant la Seconde Guerre mondiale, un agent britannique du service secret britannique Special Operations Executive. Il fut l'opérateur radio du réseau FARMER dirigé par Michael Trotobas « Sylvestre », qui eut à son actif, durant l'année 1943, de nombreux sabotages ferroviaires et industriels dans la région de Lille.

## Biographie

### Premières années
Arthur Albert George Staggs nait le 17 novembre 1912 à Londres. Sa mère meurt quand il a deux ans. Arthur est placé dans un orphelinat, où il passe toute sa petite enfance. Pendant la Première Guerre mondiale, son père s’engage, rejoint le Royal Engineers et combat en France. Son père se remarie avec une Française qui ne parle pas anglais. Arthur passe un an en France dans une école maternelle. Il devient bilingue. Arthur retourne en Angleterre et va à l’école catholique de Grays dans l'Essex.
En 1926, sa famille s'installe à Roubaix. Son père entre comme ingénieur chez Perrott & Perrott, société basée à Bradford. Arthur commence à travailler à l’âge de 13 ans comme apprenti dans la fonderie. Il est ensuite employé dans une usine de textile (triage puis filage des laines). Puis il entre chez McCormick and Deering à Croix dans le Nord, la famille vivant à Wasquehal. Arthur commence comme ouvrier, mais il suit les cours du soir de l’entreprise pendant trois ans, étudiant l’algèbre, le dessin industriel, etc. Il obtient la qualification d’inspecteur qualité pour la forge.
C’est l’époque de la dépression et le gouvernement français introduit une nouvelle loi pour réduire le travail des étrangers de 35 %. Le permis de travail d’Arthur est supprimé par les Autorités. Comme le père d’Arthur connaît le directeur de Perrott & Perrott et que ce dernier suit avec intérêt l’avancement d’Arthur, celui-ci peut continuer à travailler en France. La société doit avoir un interprète à plein temps, ce qui donne à Arthur une bonne expérience.

### Période de la guerre (1939-1945)
En septembre 1939, dès la première semaine de la guerre, Arthur prend contact avec le Consul britannique à Lille et retourne auprès de sa grand-mère à Grays. Les journaux du dimanche passent une petite annonce pour des emplois de linguistes. Arthur postule et passe un entretien à Ash Vale, Aldershot, avec Lord Northesk. Il réussit l’oral et l’écrit. Une semaine plus tard, il passe un examen médical, puis il va à la caserne Mychett à Aldershot.
Arthur s’engage dans le corps de la police militaire No. 7687530 comme Field Security à Sheerness dans le Kent. Là, Arthur est chargé de mener les entretiens avec les 300 soldats français évacués par les Britanniques de Dunkerque en juin 1940. Le but est d’identifier des membres de la cinquième colonne. Il en trouve cinq ou six. Il est ensuite déplacé vers le Intelligence Corps à Winchester, où il a la responsabilité des réserves. Il a des entretiens avec le MI 5 et le MI 6 et on l’envoie au Pembroke College à Oxford où on l’appelle de nombreuses fois pour des vérifications concernant des routes françaises, des villes, etc. Un jour qu’il donne davantage de renseignements, on lui dit de faire rapport au Ministère de la guerre à Whitehall.
En 1942, Arthur est interviewé en français par l’officier recruteur, Major Maurice Gielgud (frère de John, l'acteur). On constate qu'Arthur parle couramment le français et même le patois local. Il a également d’excellents contacts datant de sa vie avant guerre dans la région de Roubaix. Lorsqu’on lui demande s’il accepte d’être volontaire pour un service risqué en France occupée, il répond : « Je ne me suis pas engagé dans l’armée pour être responsable de réserves ! ». Arthur suit l'entraînement spécial.
Le 17 novembre 1942, le jour de son 30e anniversaire, il rencontre son futur chef de réseau Michael Trotobas « Sylvestre » et embarque de nuit à Tempsford dans le bombardier Whisley, avec Trotobas et Gustave (dit « Guy ») Biéler. Il est l'opérateur radio du réseau FARMER, avec pour nom de guerre « Guy » et pour identité de couverture Albert Foulon, dit Bébert.
Dans la nuit du 18 novembre 1942, il est parachuté blind du côté de Montargis. Il est accueilli dans une "Maison sûre" à Passy à Paris, arrangée par MONKEYPUZZLE. Arthur constate que sa radio est défectueuse. Il va consulter un technicien qualifié qu’il avait connu à Saint-Erme.
En décembre 1942, il se déplace en train Lille-Saint-Erme. Le technicien lui apprend que l’un des composants est mal monté.
En 1943, le SOE lui fournit un nouveau poste, qu’Arthur doit récupérer à Tours. Son voyage Lille-Paris-Tours (et retour avec le poste de radio) est risqué. Il peut commencer à émettre. Il développe le réseau FARMER avec de nombreux sabotages de lignes de chemin de fer, d'écluses, de tracteurs de barges, etc. Le 27 novembre 1943, Michael Trotobas est tué au moment d’être arrêté dans une maison sûre, à la suite d’une trahison. En décembre. Arthur est arrêté.
Le 12 février 1944, après deux mois de confinement et d’interrogatoires intensifs, il est relâché, par manque de preuves tangibles.
De février à septembre 1944, Arthur perd contact avec le SOE. On le connaît comme Capitaine Bébert responsable des FFI à Aire-sur-la-Lys. Il fait son possible pour les organiser sur une courte période, dans une grande région allant de Dunkerque, Calais, Boulogne-sur-Mer jusqu’à Béthune. Il prend une part active dans le travail des résistants locaux, comme des raids sur les sites de lancement de V1 dans la région de la Lys. Les hommes d’Arthur mettent du sable dans les réservoirs, tordent les ailerons, mettent de l’acide sur les connexions. Il manque d’être tué lors d’un raid américain de Marauders. Après le débarquement en Normandie, les FFI essaient d’empêcher les Allemands de faire sauter les ponts, pour faciliter l’avance des Alliés vers les Pays-Bas. Arthur perd trois FFI qui essayent d’enlever des mines placées sur les ponts des canaux. Après le départ des Allemands, le Commissaire de Police avertit Arthur qu’il est menacé d’exécution et lui donne un pistolet et des munitions. Cela le contraint à partir.
En septembre 1944 au cours de la Libération, Arthur va à Paris et rencontre quelques collègues du SOE à l’hôtel Cecil. Les premiers mots de Vera Atkins à Arthur sont : « Nous pensions que vous étiez mort » (hypothèse réaliste si on se souvient qu’il a été arrêté par la police allemande neuf mois auparavant). Arthur est escorté, pour son retour en Angleterre, par un Major Hamilton.

### Après guerre
En 1945, Arthur s’installe à Aire-sur-la-Lys. Il épouse Elizabeth Wickson.
Sa fille Anne nait en 1946. Arthur retourne à Grays dans l'Essex. Il commence à travailler à l’International Harvester Company, City Road, Londres. Mais il est contraint de cesser de travailler en raison de son épuisement nerveux. Il voit un psychologue et un psychiatre. On lui prescrit de prendre un travail léger au grand air. Ses problèmes de santé continuent pendant sept ans.
En 1961, Arthur et sa famille sont invités à Roubaix pour rendre visite à son père et ses à amis de Croix-Wasquehal. Les habitants et les notables locaux donnent une réception en son honneur. Lors d’une cérémonie de remise de médaille, il est fait citoyen d’honneur de Roubaix. Jusqu’à sa mort, Arthur garde la contact avec ses amis de Lille et du Pas-de-Calais, y compris la veuve de son ami Claude Bagein qui est mort de cause naturelle six mois après la fin de la guerre.
Il meurt en 2013 dans sa 101e année.

## Reconnaissance
- Distinction : Légion d’honneur (11 novembre 2004).
- Citoyen de Lille (1998).
- Citoyen d’honneur de Thame (2010).

## Famille
- Son père : Anglais, batelier sur la Tamise.
- Sa mère : Anglaise.

## Identités
- Nom de naissance : Arthur Albert George Staggs
- Comme agent du SOE, section F :
  - nom de guerre : « Guy »
  - Nom de code opérationnel (pour la RAF) : BAKER (en français BOULANGER)

## Sources et liens externes
- Photographie d'Arthur Staggs sur le site Special Forces Roll of Honour
- (en) users.nlc.net.au
- (en) www.little-big-man.com
- Michael R. D. Foot et Jean-Louis Crémieux-Brilhac (annotations) (trad. de l'anglais par Rachel Bouyssou), Des Anglais dans la Résistance : Le Service Secret Britannique d'Action (SOE) en France 1940-1944 [« SOE in France. An account of the Work of the British Special Operations Executive in France, 1940-1944 »], Paris, Tallandier, 2008, 799 p. (ISBN 978-2-84734-329-8, BNF 41218078) Ce livre présente la version officielle britannique de l’histoire du SOE en France. Une référence essentielle. L'ouvrage en anglais est paru en 1966, a été réédité en 1968 avec des corrections et a eu une nouvelle édition remaniée en 2004 chez Routledge (ISBN 978-0-7146-5528-4)
- Libre Résistance, bulletin d’information et de liaison — Anciens des Réseaux de la Section F du SOE (Special Operations Execcutive) — Réseaux Buckmaster, numéro 37, 1er trimestre 2014.